# James Nachtwey
(James Nachtwey)
James Nachtwey (Syracuse, 14 marzo 1948) è un fotoreporter e fotografo statunitense.
È tra i più importanti fotoreporter di guerra contemporanei.

## Biografia
James Nachtwey è nato a Syracuse, stato di New York, nel 1948 ed è cresciuto nel Massachusetts. Ha frequentato il Dartmouth College dal 1966 al 1970, dove ha studiato Storia dell'Arte e Scienze Politiche. È profondamente segnato, nella sua scelta di diventare fotografo, dalle immagini della guerra nel Vietnam e del movimento per i diritti civili. Ha cominciato a lavorare come fotogiornalista nel 1976 per un quotidiano locale del Nuovo Messico. Nel 1980 si trasferisce a New York dove comincia a lavorare come fotografo freelance. Nel 1981 Nachtwey ha svolto il suo primo incarico all'estero in Irlanda durante lo sciopero della fame di alcuni militanti dell'IRA. Da allora, Nachtwey ha dedicato se stesso a documentare guerre e conflitti sociali. La sua attività di fotoreporter si è svolta in numerosi paesi quali El Salvador, Nicaragua, Guatemala, Libano, Cisgiordania (West Bank) e Gaza, Israele, Indonesia, Thailandia, India, Sri Lanka, Afghanistan, Filippine, Corea del Sud, Somalia, Sudan, Rwanda, Sudafrica, Russia, Bosnia, Cecenia, Kosovo, Romania, Brasile e Stati Uniti.
Nachtwey lavora per il Time dal 1984, ha lavorato per l'agenzia Black Star dal 1980 al 1985 ed è stato membro della Magnum Photos dal 1986 al 2001. Nel 2001 è diventato uno dei membri fondatori dell'Agenzia VII che ha poi abbandonato nel 2011.

## Mostre fotografiche e premi
Hanno ospitato le sue mostre fotografiche di cui: l'International Center of Photography a New York, la Bibliotheque nationale de France a Parigi, il Palazzo delle Esposizioni a Roma, il Museum of Photographic Arts a San Diego, Culturgest a Lisbona, El Circulo de Bellas Artes a Madrid, Fahey/Klein Gallery a Los Angeles, il Massachusetts College of Art a Boston, il Canon Gallery e il Nieuwe Kerk ad Amsterdam, il Carolinum a Praga e l'Hasselblad Center in Svezia, Palazzo Reale a Milano nel 2017/2018 e la Maison Européenne de la Photographie a Parigi nel 2018.
Ha ricevuto numerosi premi tra cui: 
- Common Wealth Award,
- Martin Luther King Award,
- Dr. Jean Mayer Global Citizenship Award,
- Henry Luce Award,
- Robert Capa Gold Medal (cinque volte),
- World Press Photo Award (due volte),
- Magazine Photographer of the Year (sette volte),
- l'International Center of Photography Infinity Award (tre volte),
- il Leica Award (due volte),
- Bayeaux Award for War Correspondents (due volte),
- Alfred Eisenstaedt Award,
- Canon Photo essayist Award
- W. Eugene Smith Memorial Grant in Humanistic Photography.
- Premio Dresda, assegnatogli nel 2012

Nel 2001 è stato realizzato un documentario sulla sua storia intitolato War Photographer. Il film è stato diretto da Christian Frei e ha ricevuto numerosi premi, compresa la nomination all'Oscar come Miglior Documentario.